# Вја Казилина (Казерта)
Вја Казилина је насеље у Италији у округу Казерта, региону Кампанија.
Према процени из 2011. у насељу је живело 19 становника. Насеље се налази на надморској висини од 212 м.